# Stendal (stacja kolejowa)
Stendal – stacja kolejowa w Stendal, w kraju związkowym Saksonia-Anhalt, w Niemczech. Znajdują się tu 3 perony.
| Stendal               |  |          |
| Linia Berlin – Lehrte |  |          |
| Hämerten              |  | Möringen |